# David Kahn
Pour les articles homonymes, voir Kahn.
David Kahn, né le 7 février 1930 à New York (État de New York) et mort le 23 janvier 2024 à Great Neck (État de New York), est un historien militaire, journaliste et écrivain américain prolifique sur les thèmes de la cryptographie et des renseignements militaires.
Son premier livre, The Codebreakers - The Story of Secret Writing, publié en 1967 est considéré comme une référence sur l'histoire de la cryptologie depuis l'Égypte antique jusqu'aux années 1960.

## Biographie
David Kahn est le fils d'Abraham Kahn, un fabricant de verre, et de Jesse Kahn, une avocate. Il a étudié l'économie à l'université Bucknell. Il a travaillé comme chroniqueur à Newsday puis comme rédacteur à l’International Herald Tribune, en poste à Paris dans les années 1960.
Il obtient un doctorat sur l'histoire allemande moderne à l'université d'Oxford en 1974 sous la direction de Hugh Trevor-Roper.

## The Codebreakers
David Kahn alors journaliste fut contacté en 1961 pour écrire un livre sur la cryptologie. Il commença sa rédaction pendant ses heures de loisir, puis décida de quitter momentanément son métier de journaliste pour s’y consacrer à plein temps. Ce livre devait inclure des informations sur la NSA et d’après les révélations de James Bamford , cette agence de renseignement américaine essaya de stopper la publication de l’ouvrage et considéra également plusieurs options dont celle de publier une revue négative de ce livre dans la presse pour discréditer son auteur. Finalement, le 4 mars 1966, la maison d’édition Macmillan fut sans la permission de Kahn forcée de donner le manuscrit au gouvernement fédéral pour qu’il y soit étudié puis par la suite Kahn et Macmillan acceptèrent de retirer quelques pages du manuscrit particulièrement celles concernant les relations entre la NSA et son homologue anglais, le GCHQ.
Le codebreakers n'entre pas vraiment dans les détails de la révélation du code allemand de la machine Enigma (chose qui ne sera rendue publique que dans les années 1970), ni de l’avancée de la cryptographie dans le domaine public avec l’invention des algorithmes à clef révélée et la spécification des standards de chiffrement des données au milieu des années 1970. Ce livre sera de nouveau publié en 1996 incluant cette fois-ci un nouveau chapitre.
The Codebreakers arriva finaliste pour le prix Pulitzer en 1968.

## Publications
- Plaintext in the new unabridged: An examination of the definitions on cryptology in Webster's Third New International Dictionary (Crypto Press 1963)
- The Codebreakers - The Story of Secret Writing  (ISBN 978-0-684-83130-5) (1967) ; paru en français sous le titre La Guerre des codes secrets
- Cryptology goes Public (Council on Foreign Relations 1979)
- Notes & correspondence on the origin of polyalphabetic substitution (1980)
- Codebreaking in World Wars I and II: The major successes and failures, their causes and their effects (Cambridge University Press 1980)
- Kahn on Codes: Secrets of the New Cryptology (Macmillan 1984)  (ISBN 978-0-02-560640-1)
- Cryptology: Machines, History and Methods, Cipher Deavours et David Kahn (Artech House 1989)  (ISBN 978-0-89006-399-6)
- Seizing the Enigma: The Race to Break the German U-Boats Codes, 1939-1943 (Houghton Mifflin 1991)  (ISBN 978-0-395-42739-2)
- Hitler's Spies: German Military Intelligence in World War II (Da Capo Press 2000)  (ISBN 978-0-306-80949-1)
- The Reader of Gentlemen's Mail: Herbert O. Yardley and the Birth of American Codebreaking (Yale University Press 2004)  (ISBN 978-0-300-09846-4)